# سامانه درخت دانش

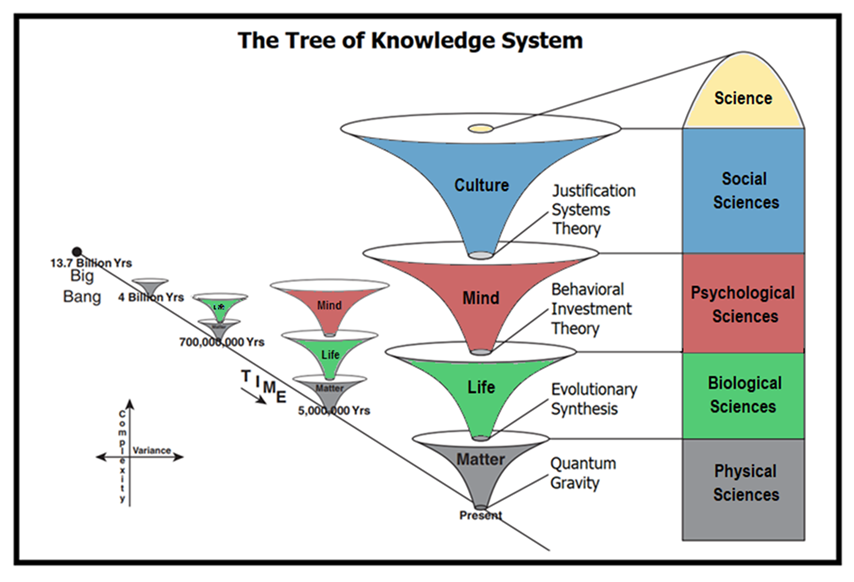
سامانه درخت دانش گرگ هنریکس

سامانه درخت دانش (به انگلیسی: Tree of knowledge system (ToK)) یک سیستم جدید است که نقشه‌ای از تاریخ بزرگ تکامل کیهانی را در چهار سطح مختلف هستی ردیابی می‌کند که به عنوان ماده، زندگی، ذهن و فرهنگ شناخته می‌شوند که به ترتیب توسط حوزه‌های فیزیکی، زیست‌شناختی، روانی و اجتماعی علم ترسیم شده‌اند. سامانه درخت دانش (ToK) توسط گرگ هنریکس، که استاد و عضو هیئت علمی اصلی در برنامه دکتری ترکیبی-یکپارچه در روان‌شناسی بالینی و مدرسه در دانشگاه جیمز مدیسون است، گسترش داده شد. سامانه درخت دانش بخشی از یک نظریه یکپارچه دانش بزرگ‌تر است که هنریکس آن را به عنوان یک فلسفه انسانی علمی سازگار برای سدهٔ بیست‌ویکم توصیف می‌کند. وبگاه رسمی نظریه یکپارچه دانش، سیستم ToK را به شرح زیر توصیف می‌کند:
[A] نظریۀ دانش علمی است که دانش انسان را در ارتباط با آن چیزی که شناخته شده است تعریف می‌کند. هدف آن رسیدن به آن نوآوری است که از طریق حل مشکل روان‌شناسی و افزایش نگاه همگرایانه به چشم‌انداز علمی انجام می‌شود. از طریق تقسیم تکامل پیچیدگی رفتاری به درون چهار برنامه موجود نگریسته می‌شود. ویزگی آن  دانش طبیعی تجربی نوین به عنوان نوعی سیستم منظم است که کارکردهای آن تهیه نقشه پیچیدگی و تغییر است.